# Lwaingkaw
Lwaingkaw (ang. Loikaw) – miasto w Mjanmie, stolica stanu Kaja. W 2012 liczyło ok. 20 160 mieszkańców.